# Metropolregion München
Die Metropolregion München ist eine von elf Metropolregionen in Deutschland und umfasst weite Teile des südbayerischen Raumes rund um die Planungsregion München mit deren Zentrum München.

## Lage und Ausdehnung

Metropolregion München (in Violett) in Deutschland. Siehe auch Liste der Metropolregionen in Deutschland

Es ist die südlichste Metropolregion in Deutschland und eine von drei Metropolregionen, die ganz oder teilweise in Bayern liegen. Der räumliche Umgriff ist nicht abschließend festgelegt, deckt sich jedoch weitgehend mit dem Regierungsbezirk Oberbayern sowie Teilen der Regierungsbezirke Niederbayern und Schwaben.
Die Metropolregion München umfasst die Gebietskörperschaften der Landeshauptstadt München und der kreisfreien Städte Augsburg, Ingolstadt, Kaufbeuren, Landshut und Rosenheim sowie der Landkreise Aichach-Friedberg, Altötting, Augsburg, Bad Tölz-Wolfratshausen, Dachau, Dillingen an der Donau, Dingolfing-Landau, Donau-Ries, Ebersberg, Eichstätt, Freising, Fürstenfeldbruck, Garmisch-Partenkirchen, Kelheim, Landsberg am Lech, Landshut, Miesbach, Mühldorf am Inn, München, Ostallgäu, Pfaffenhofen an der Ilm, Rosenheim, Schrobenhausen, Starnberg, Traunstein und Weilheim-Schongau.
Die Landkreise Erding und Neuburg-Schrobenhausen liegen zwar in der Region, sind aber nicht Mitglied des Vereins.

### Kommunen
Die folgende Auflistung gibt der amtlichen Definition entsprechend alle zur Metropolregion München zählenden kreisfreien Städte und Landkreise an.
| Gemeinde           | Einwohner 31. Dez. 2022 | Fläche in km² | Einwohner/ km² |
| ------------------ | ----------------------- | ------------- | -------------- |
| München            | 1.512.491               | 310,74        | 4.867,38       |
| Augsburg           | 301.033                 | 146,84        | 2.050,07       |
| Ingolstadt         | 141.029                 | 133,37        | 1.057,43       |
| Kaufbeuren         | 45.792                  | 40,03         | 1.143,94       |
| Landshut           | 75.457                  | 65,81         | 1.146,59       |
| Rosenheim          | 64.403                  | 37,22         | 1.730,33       |
| Summe/Durchschnitt | 2.140.205               | 734,01        | 1.999,29       |

| Landkreise              | Einwohner 31. Dez. 2022 | Fläche in km² |
| ----------------------- | ----------------------- | ------------- |
| Aichach-Friedberg       | 137.334                 | 780,33        |
| Altötting               | 113.798                 | 569,35        |
| Augsburg                | 261.342                 | 1.071,12      |
| Bad Tölz-Wolfratshausen | 129.511                 | 1.110,69      |
| Dachau                  | 156.982                 | 579,18        |
| Dillingen an der Donau  | 99.109                  | 792,22        |
| Dingolfing-Landau       | 100.306                 | 877,79        |
| Donau-Ries              | 137.137                 | 1.274,68      |
| Ebersberg               | 146.830                 | 549,37        |
| Eichstätt               | 135.591                 | 1.214,06      |
| Erding                  | 141.680                 | 870,72        |
| Freising                | 184.433                 | 799,82        |
| Fürstenfeldbruck        | 221.612                 | 434,79        |
| Garmisch-Partenkirchen  | 88.840                  | 1.012,23      |
| Kelheim                 | 125.701                 | 1.065,98      |
| Landsberg am Lech       | 123.032                 | 804,38        |
| Landshut                | 164.773                 | 1.347,91      |
| Miesbach                | 101.346                 | 866,23        |
| Mühldorf am Inn         | 119.878                 | 805,31        |
| München                 | 355.890                 | 664,25        |
| Neuburg-Schrobenhausen  | 99.957                  | 739,80        |
| Ostallgäu               | 145.378                 | 1.394,92      |
| Pfaffenhofen an der Ilm | 132.082                 | 761,14        |
| Rosenheim               | 266.945                 | 1.439,54      |
| Starnberg               | 138.785                 | 487,71        |
| Traunstein              | 180.779                 | 1.534,00      |
| Weilheim-Schongau       | 138.208                 | 966,38        |
| Summe                   | 4.147.259               | 24.813,9      |

## Daten und Fakten
Die Metropolregion München kann mit folgenden Basisdaten gekennzeichnet werden:
- 36,2 % der Fläche Bayerns, 25.548 km²
- 46,99 % der Bevölkerung Bayerns, 6,191 Millionen Einwohner (2021)
- 48,2 % der Arbeitsplätze Bayerns, das sind 2,6 Millionen sozialversicherungspflichtig Beschäftigte (2016)
- 53,8 % des bayerischen Bruttoinlandsprodukts, 283,2 Mrd. Euro im Jahr (2014)

Im Vergleich mit den anderen Metropolregionen in Deutschland hatte die Metropolregion München:
- das höchste Bevölkerungswachstum: von 1990 bis 2015: Anstieg um über 19,8 %
- die höchste Zunahme an sozialversicherungspflichtig Beschäftigten, von 2006 bis 2017 um 23,4 %
- das höchste Bruttoinlandsprodukt pro Erwerbstätigen mit 82.696 € im Jahr 2014 (21 % über dem deutschen Durchschnittswert)
- die höchste Kaufkraft mit 25.790 € je Einwohner (2016)

## Der Verein „Europäische Metropolregion München“
Die Metropolregion München organisiert sich in dem Verein Europäische Metropolregion München (EMM e. V.). 25 südbayerische Landkreise, die sechs kreisfreien Städte Augsburg, Ingolstadt, Kaufbeuren, Landshut, München und Rosenheim, rund 40 kreisangehörige Kommunen, wichtige lokale und internationale Wirtschaftsunternehmen, renommierte Bildungs- und Forschungseinrichtungen sowie Verbände sind Mitglieder. Die Geschäftsstelle hat ihren Sitz in München.
Der EMM dient als offenes Netzwerk für Akteure aus Politik, Wirtschaft, Wissenschaft und Gesellschaft und besonders als Plattform für fach- und institutionsübergreifende Projekte. Alle Projekte des Vereins stehen im Zeichen einer nachhaltigen Förderung der Wirtschaftskraft in Einklang mit Natur und Umwelt, um die Lebensqualität in der Metropolregion weiter zu steigern. Im Jahr 2016 ernannte der Verein das Thema Mobilität zu einem seiner Schwerpunkte und arbeitet in diesem Rahmen intensiv an einem integrierten Mobilitätskonzept und an einem EMM-Dachtarif.

### Entstehung
Im Jahr 2008 wurde der EMM e. V. gegründet und damit der „Wirtschaftsraum Südbayern. Greater Munich Area e. V.“ und die „Initiative Europäische Metropolregion München“ (EMM) zusammengeführt.

### Ziele
Die Ziele des Vereins:
- Vernetzung von Akteuren aus Politik, Wirtschaft, Wissenschaft und Gesellschaft und Plattform für gezielte Dialoge
- Verstärkung der Kooperation von Stadt und Land und Betonung der Polyzentralität
- Steigerung der Lebensqualität durch Stärkung der Attraktivität der Region als Wirtschafts- und Lebensraum in Einklang mit Natur und Umwelt
- Positionierung der Region im europaweiten Wettbewerb der Metropolregionen um Investoren und Fachkräfte
- Initiierung von Projekten zu den Themen Mobilität, Wissen, Wirtschaft und Umwelt
- Verbesserung der Erreichbarkeiten / Mobilität / Verkehrsanbindung innerhalb der Region und der überregionalen Anbindung

### Organisationsstruktur
Die Organisation des Vereins und seiner Gremien folgt dem Grundsatz der paritätischen Beteiligung von Gebietskörperschaften einerseits und Wirtschaft und Gesellschaft andererseits. Die Mitgliederversammlung wählt nach Bänken getrennt aus ihrer jeweiligen Teilbank insgesamt derzeit 32 Vertreter in einen Lenkungskreis. Dieser wählt wiederum aus seiner Mitte den 16-köpfigen Vorstand. Zur Führung des täglichen Geschäfts wird vom Vorstand ein Geschäftsführer berufen, der die Geschäftsstelle leitet. Den Mittelpunkt bilden die Arbeitsgruppen
- Wissen
- Wirtschaft
- Umwelt
- Mobilität,

die Projekte erarbeiten und umsetzen

### Metropolkonferenzen
Der EMM veranstaltet einmal jährlich, immer an einem anderen Veranstaltungsort in der Region, eine Metropolkonferenz. Dabei steht jedes Jahr ein – für die gesamte Region zukunftsrelevantes – Thema im Fokus. Im Jahr 2017 war der Landkreis Fürstenfeldbruck Gastgeber der Konferenz, die sich mit dem Thema Digitalisierung und damit einhergehenden Chancen und Herausforderungen, insbesondere für Unternehmen und Regionen, beschäftigte.